# Primeira Dama do Quênia
A primeira-dama do Quênia é o título da  esposa do presidente queniano, sendo a atual primeira-dama do país Margaret Kenyatta, esposa do presidente Uhuru Kenyatta, que assumiu o cargo em abril de 2013.

## Primeiras-damas do Quênia
| Nº | Nome              | Inicio                 | Termino                | Presidente do Quênia |
| -- | ----------------- | ---------------------- | ---------------------- | -------------------- |
| 1  | Ngina Kenyatta    | 12 de dezembro de 1964 | 22 de agosto de 1978   | Jomo Kenyatta        |
| 2  | Lena Moi          | 22 de agosto de 1978   | 30 de dezembro de 2002 | Daniel arap Moi      |
| 3  | Lucy Kibaki       | 30 de dezembro de 2002 | 9 de abril de 2013     | Mwai Kibaki          |
| 4  | Margaret Kenyatta | 9 de abril de 2013     | Titular                | Uhuru Kenyatta       |

Daniel arap Moi e sua esposa, Lena Moi, se separaram em 1974, no entanto, permaneceram casados até sua morte em julho de 2004 e,   em fevereiro de 2020, Daniel arap Moi morreu.  Ngina supostamente manteve o status de primeira-dama mesmo após a morte de seu marido em 1978. Documentos oficiais e declarações do governo queniano identificaram Lena Moi como a "segunda primeira-dama" do país. 
Em abril de 2016, o Quênia perdeu a 3ª primeira-dama Lucy Kibaki, que morreu durante o tratamento em Londres (Reino Unido),  era a esposa do 3º presidente  Mwai Kibaki. 